# Тканина космосу
Тканина космосу: Простір, час і текстура реальності (англ. The Fabric of the Cosmos: Space, Time, and the Texture of Reality) — друга книга з теоретичної фізики Брайана Гріна, професора та співдиректора Колумбійського інституту струн, космології та фізики астрочастинок.

## Зміст
Грін починає з ключового питання: «що таке реальність?», або, точніше, «що таке простір-час?» Він намагається описати особливості, які він вважає водночас захопливими та важливими для формування повної картини реальності, яку малює сучасна наука. У більшості розділів автор представляє основні поняття, а потім повільно підходить до кульмінації, зазвичай наукового прориву. Грін пропонує багато простих аналогій, щоб пояснити читачам значення наукових концепцій, не надто спрощуючи теорії, що стоять за ними.
У передмові автор визнає, що деякі частини книги викликають суперечки серед вчених. Він обговорює провідні точки зору в основному тексті та суперечливі моменти в прикінцевих примітках. Ці примітки містять повніші пояснення пунктів, спрощених в основному тексті.

### Частина I: Арена реальності
Частина I присвячена простору й часу.
Розділ 1 «Дороги до реальності» ставить питання про природу простору й часу, які досліджено в решті книги. Грін згадує свій юнацький досвід знайомства з «Міфом про Сізіфа» Альбера Камю, який показав йому важливість знання.
Розділ 2 «Всесвіт і відро» запитує: «Космос — це людська абстракція чи фізична сутність?» Ключовим уявним експериментом є обертання відра з водою, яке змушує замислитись про те, що створює силу всередині відра, коли воно обертається. Обговорюються ідеї Ісаака Ньютона, Готфріда Лейбніца та Ернста Маха. Ньютон вважав, що вода у відрі рухається відносно абсолютного простору, а Лейбніц і Мах не погодилися.
Розділ 3, «Теорія відносності та абсолют» представляє спеціальну й загальну теорії відносності Альберта Ейнштейна та запитує: «Чи є простір-час абстракцією Ейнштейна чи фізичною сутністю?»
Розділ 4, «Заплутаний простір» представляє квантову механіку та запитує: «Що означає відокремленість у квантовому всесвіті?» Грін обговорює спін, двощілинний експеримент та принцип невизначеності Гейзенберга. Він описує Парадокс Ейнштейна — Подольського — Розена, теорему Джона Белла та її перевірку Аленом Аспе та іншими.

### Частина II: Час і досвід
Частина II починається зі слів, що час є одним із найвідоміших і найзагадковіших понять.
Розділ 5 «Замерзла ріка» запитує: «Чи тече час?» Грін повертається до спеціальної теорії відносності. Спостерігачі, що рухаються один відносно одного, мають різні уявлення про те, що існує в даний момент, і, отже, різні уявлення про реальність. Висновок полягає в тому, що час не тече, бо всі речі існують одночасно.
Розділ 6, «Випадок і стріла» запитує: «Чи має час напрямок?» Грін вводить симетрію обернення часу, тобто той факт, що всі закони фізики однаково застосовні до руху як вперед у часі, так і назад у часі. Однією з головних тем цього розділу є ентропія, описана Людвігом Больцманом, і другий закон термодинаміки.
Розділ 7, «Час і квант» повертається до квантової механіки. Головною темою цього розділу є ймовірність як невід'ємна частина квантової механіки. Переглянуто двощілинний експеримент. Представлено багато інших експериментів, таких як експеримент відкладеного вибору Джона Арчибальда Вілера та експеримент з квантовою гумкою Марлана Скаллі. Грін представляє проблему вимірювання й закінчує обговоренням декогеренції.

### Частина III: Простір-час і космологія
Частина III стосується космології.
Розділ 8 «Про сніжинки та простір-час» стверджує, що історія Всесвіту насправді є історією симетрії. Грін повертається до загальної теорії відносності й обговорює відкриття Едвіном Габблом розширення Всесвіту. Грін стверджує, що Великий вибух мав бути станом мінімуму ентропії.
Розділ 9 «Випаровування вакууму» представляє бозон Хіггса. Грін зосереджується на критичній першій частці секунди після Великого вибуху, коли рівень симетрії Всесвіту різко змінився внаслідок процесу, відомого як порушення симетрії. Ця глава також розглядає теорія великого об'єднання та ентропію.
Розділ 10, «Деконструкція вибуху» повертається до Великого вибуху та запитує: «Що вибухнуло?» Відповідь дає інфляційна космологія Алана Гута, яка також розв'язує проблеми горизонту та площинності. Грін обговорює космологічну сталу, введену Ейнштейном у загальну теорію відносності, а потім ним же відкинуту. Космологічна стала повернулася з відкриттям темної енергії. Ще одна нерозгадана загадка — природа темна матерія.
Розділ 11 «Кванти в небі з діамантами» розвиває теми інфляції та стріли часу. Грін розглядає три основні події: формування таких структур, як галактики, кількість енергії, необхідна для створення спостережуваного Всесвіту, і походження стріли часу.

### Частина IV: Походження та об'єднання
Частина IV представляє конфлікт між загальною теорією відносності та квантовою механікою й обговорює, як його можна було б вирішити.
Розділ 12 «Світ на струні» знайомить із полем досліджень Гріна, теорією струн. Переглянуто ідеї з «Елегантного Всесвіту». Читач дізнається, як теорія струн може заповнити прогалини між загальною теорією відносності та квантовою механікою.
Розділ 13 «Всесвіт на брані» представляє М-теорію та її наслідки для простору та часу. Основною темою розділу стає гравітація та її зв'язок з додатковими вимірами. Ближче до кінця глави короткий розділ присвячено циклічній космологічній моделі.

### Частина V: Реальність і уява
Частина V обговорює спроби перевірки описаних теорій та спекулятивні застосування цих теорій.
Розділі 14 «На небесах і на землі» розповідає про спроби перевірити прогнози загальної теорії відносності, такі як Ефект Лензе — Тіррінга та гравітаційні хвилі. Грін повертається до теорії Хіггса й теорії струн та можливості їх експериментальної перевірки.
Розділ 15 «Телепорти й машини часу» присвячений подорожам у просторі та часі екзотичними способами. Грін обговорює квантову телепортацію, яка, завдяки роботі Антона Цайлінґера та інших, вже не є науковою фантастикою. Загальна теорія відносності застосована для розгляду можливості подорожі в часі через кротовини. Грін обговорює парадокси, які виникають під час подорожей у минуле. Девід Дойч припускає, що їх можна вирішити за допомогою багатосвітової інтерпретації квантової механіки.
Розділ 16 «Майбутнє алюзії» обговорює майбутнє простору й часу. Цілком можливо, що простір-час може виникати з чогось глибшого. Інша можливість полягає в тому, що простір і час фундаментальні за своєю природою. Грін вводить петлеву квантову гравітацію та обговорює можливість того, що вона та теорія струн вказують на єдину теорію квантової гравітації.

## Відгуки
Фріман Дайсон писав: «Я рекомендую книгу Гріна будь-якому читачеві-нефахівцю, який бажає отримати сучасний виклад теоретичної фізики, написаний розмовною мовою, зрозумілою кожному… Книга Гріна пояснює читачеві-нефахівцю дві основні теми сучасної науки. По-перше, вона описує історичний шлях спостережень і теорії, який вів від Ньютона і Галілея в сімнадцятому столітті до Ейнштейна і Стівена Гокінга у двадцятому. Потім вона показує нам стиль мислення, який привів до модних тепер теорій. Історія та стиль мислення є справжніми, незалежно від того, чи залишаться модні теорії».
Джозі Глаузіуш з «Discover» називає «Тканину космосу» однією з найкращих наукових книг 2004 року, відзначаючи: «Грін заглиблюється в деякі з найбільш заплутаних питань сучасної космології та висвітлює їх у зручній для читача хроніці блискучої ясності».
Джанет Маслін написала: «його захоплення наукою на порозі критично важливих проривів надзвичайно заразливе. „Тканина космосу“ настільки ж блискуча, як і складна, і вона чудово відображає запал цього теоретика до його роботи».

## Адаптація
Американський науково-популярний телесеріал NOVA екранізував «Тканини космосу» у 4 епізодах (епізоди 5–8, 39 сезон, 2011—2012):
1. Тканина космосу: Що таке простір?
2. Тканина космосу: Ілюзія часу
3. Тканина космосу: Квантовий стрибок
4. Тканина космосу: Всесвіт чи Мультивсесвіт?[5]

Епізоди веде сам Грін, вони містять коментарі Макса Тегмарка й багатьох інших відомих фізиків. Лінн Елбер з «Associated Press» назвала цю екранізацію «телебаченням, яке приголомшує».